# Ole Bloch Jensen
Ole Bloch Jensen (født 26. februar 1943 i København, Danmark) er en dansk tidligere roer.
Jensen var med i dobbeltfirer ved OL 1980 i Moskva. Bådens øvrige mandskab var Per Rasmussen, Reiner Modest og Morten Espersen. Danskerne sluttede på en 9. plads ud af 12 deltagende både.